# شیطان پرادا می‌پوشد (فیلم)
شیطان پرادا می‌پوشد (به انگلیسی: The Devil Wears Prada) فیلمی کمدی-درام به کارگردانی دیوید فرانکل است بر اساس رمانی به‌همین نام از لورن ویزبرگر که در سال ۲۰۰۶ منتشر شد. فیلم موفقیت تجاری و نقدهایی مثبت کسب کرد به‌ویژه برای بازیگری مریل استریپ در نقش میراندا پریسلی یک سردبیر مجله مد.
این فیلم در دو ردهٔ بهترین طراحی لباس و بهترین بازیگر نقش اول زن برای بازیِ مریل استریپ نامزد جایزه اسکار و در سه ردهٔ بهترین بازیگر نقش اول زن فیلم کمدی، بهترین بازیگر نقش مکمل زن برای امیلی بلانت و بهترین فیلم کمدی نامزد جایزه گلدن گلوب شد.
شخصیت پردازی‌ها، دیالوگ‌ها و طراحی لباس فیلم تأثیر قابل توجهی بر فرهنگ عامه داشت و شخصیت میراندا پریسلی را که گفته می‌شود الهام گرفته از آنا وینتور سردبیر مجله وگ است را به یکی از مشهورترین شخصیت‌های سینمایی تبدیل کرد.